# しわい屋
『しわい屋』（しわいや）は古典落語の演目。『しわいや』とも表記される。「しわい（吝い）」はケチであることを指す言葉で、ケチを自慢する男が、自分はもっとすごいという男の元に行ってその倹約ぶりを聞く。
夕暮れに灯りもつけない家から客が帰る折に主人が「灯りを」と火打石を打って「見えましたか」と聞くと客が「はだしで参りました」と答える安永5年（1776年）の『夕涼新話集』第5巻「金もち」や、「倹約指南所」で、藁しべを「お煙管通し」として出した入門者に「先生」がそれを刻んで「しびれの薬」にすると答える天明9年（1789年）の『福来（ふくら）すずめ』掲載「倹約」などの江戸小咄を元につくられたと思われ、武藤禎夫は「これらをつなぎ合わせて作り上げた噺」とする。また武藤は、「『片棒』その他吝嗇（けち）噺のマクラにふる短いものだが、独立の話として演（や）ることも多くなった」と評している。
次節のあらすじにある、鰻屋から出る鰻を焼く臭いで飯を食べ、請求されると金の音だけを聞かせるという内容は、安永2年（1773年）の『軽口大黒柱』掲載「独りべんとう」や安永9年（1780年）の『大きに御世話』掲載の「蒲焼」、寛政元年（1789年）『坐笑産』掲載「かば焼」に見える。
5代目三升家小勝が得意とした。

## あらすじ
演者はまず、以下のような吝嗇家の登場する小咄をいくつか紹介する。それぞれの小咄は、本題の登場人物の会話に取り入れられる場合もある。
- ケチの人間を俗に「六日知らず」という。なぜなら一般に日付を勘定するときには、「1日、2日」と指を折っていくが、吝嗇家は6日目を勘定しようとすると、一度握った手を開くのが惜しくなってしまう。
- ある男の向かい側の家が火事で丸焼けになった。それを知った男は、妻に焼け跡から種火を取って来させようとした。当然、相手は怒る。男はふてくされ、「今度こっちが火事になっても、火の粉もやらん」
- ある大商店の主人は、10人の使用人を雇っていたが、節約のために5人にする。それでも仕事に余裕があるので、その5人も解雇し、夫婦だけで経営を続ける。主人は自分ひとりでも仕事が間に合う、というので妻と離縁し、最後には自分自身もいらない、と自殺してしまう。
- ケチの親子が散歩をしていると、父親が誤って川に落ちてしまう。泳げない息子は通行人に助けを求めるが、ケチの通行人は「助けはお代次第」という。値段交渉になり、2千円、3千円、4千円と値が釣り上がっていく。沈みかけている父親が叫んでいわく「もう出すな! それ以上出すなら、俺は潜る（または、「それ以上出すぐらいなら、もう死んでしまう」）」
- 商店の内壁に釘を打つことになり、主人は丁稚の定吉に、隣家からカナヅチを借りてくるよう命じるが、定吉は手ぶらで帰ってきた。隣家の主に「打つのは竹の釘か、金釘か」と聞かれ、定吉が金釘だ、と答えると、「金と金（金属同士）がぶつかるとカナヅチが擦り減る」と言って貸してくれなかったという。主人は隣人のケチぶりにあきれ果てて、「あんな奴からもう借りるな。うちのカナヅチを使おう」
- ある男が、目が2つもあるのはもったいない、と考えて、と片方のまぶたを縫い合わせてしまった。十数年後、開いている方の目が眼病で見えなくなってしまう。ここぞとばかりに片目の縫い合わせを解くと、世間は見知らぬ人ばかりだった。

あるケチを自認する男は、始末の指南を請うため、たびたび「吝嗇の大家」のもとを訪れている。男がある暑い日に吝嗇家を訪ねると、吝嗇家は汗ひとつかいていない。彼の頭上には、大きな石が細い糸で吊るしてあり、いつ落っこちてくるか、という恐怖感から涼しく感じていられる、と言う。
男は「1本の扇子を10年もたせる方法」を考案した、と言い出す。半分だけ広げて5年あおぎ、次の5年でその半分をたたんで、残りの半分を広げて使う、というものだ。吝嗇家は「始末はしてもケチはしてはいかん」と評し、「わしなら孫子の代まで伝えてみせる。扇子は動かさんと、顔の方を動かす」。
吝嗇家が男に「最近の食事はどうしているのか」と訊くと、男は「おかずは無駄なので、3度3度の飯は、玄米に塩をかけて食べていたが、近頃はその塩が減るのももったいないと、1個の梅干しの皮を朝に食べ、果肉を昼に食べ、種は夜にしゃぶり、味がなくなったら種を割り、中の天神様を食べて、1日もたせている」と答えた。それを聞いた吝嗇家は、「梅干し1日1個など大名並みの贅沢」と評する。吝嗇家によれば、そもそも梅干しは食べるものではなく、眺めていると自然に出てくるつばをおかずにして飯を食べるためのものであって、梅干しに飽きたらザクロや夏みかんでつばを出すのだ、という。また、吝嗇家はかつてうなぎ屋の隣に住んでおり、飯時になると、うなぎ屋から流れてくるかば焼きを焼く匂いをおかずにして飯を食べていたが、それを知ったうなぎ屋が、月末に「匂いは客寄せに使っているから、代金を支払え」と言って家に乗り込んできたという。そのとき吝嗇家は財布を出したものの、金を渡さずにうなぎ屋の目の前で落として音を鳴らし、「『嗅ぎ代』だから、音だけでいいだろう」。この話を聞いた男は感服する。このほか、吝嗇家によって数々の節約術（鰹節を買わずにだしをとる方法、賽銭を節約する方法など）が語られる。
吝嗇家は男に対し、あらためて夜に来るよう言う。男が再訪すると、吝嗇家は男に裏庭に出るよう命じる。外に出ようとすると、玄関が暗くて足元がわからない。吝嗇家にマッチを借りようとすると、「そこに掛かってる木づちで目と目の間をどつけ（殴れ）。目から出た火で下駄探せ」。
すると客の男は「目の火花で下駄を探させられるだろうと思って裸足で来た」と言い、吝嗇家が「裸足で来るだろうと思って、部屋じゅうの畳を裏返しにしておいた」と言い返す。

## バリエーション
吝嗇家が語る話の中に、別演目である『始末の極意』の落ち（サゲ）を、「金に困らない極意」として組み込む演じ方がある。次節で述べる6代目三遊亭圓生の証言では、『しわい屋』の落ち（サゲ）を変えた大阪の型が『始末の極意』としている。

## 他の演目との関係
今村信雄は、本演目の別題が『二丁ろうそく』で『位牌屋』へ続けて演じることもあるという見解、また『味噌倉』の後編が『しわい屋』だという見解を著書で述べている。これに対して『名人名演落語全集』第5巻（大正篇）の「演目解題」（執筆：山本進）の『二丁ろうそく』の箇所では、6代目三遊亭圓生の「『二丁ろうそく』『位牌屋』『味噌倉』は独立した別の演目」「『二丁ろうそく』『位牌屋』を続けて演じることはなく、『しわい屋』という題も用いない」「『しわい屋』の本来の演題は『吝（しわい）問答』で、口演時間が長かったときには『位牌屋』のマクラに『吝問答』を演じることもあった」という証言（要約）も引用する形で、原話も明確に別にある『位牌屋』『味噌倉』は別の成立、小咄を集めた形の『吝問答』が『位牌屋』『味噌倉』に取り込まれることはあり得るという見解を述べている。